# Опрышко, Пётр Александрович
Пётр Александрович Опрышко (2 октября 1912, ст. Кориновская — 6 апреля 1974, Москва) — советский кинооператор-документалист. Заслуженный деятель искусств РСФСР (1973).

## Биография
Родился в 1912 году в станице Кориновской тогда Кубанского казачьего войска, Российская империя.
Весной 1941 года окончил операторский факультет ВГИКа, но началась Великая Отечественная война, и уже в июне 1941 года был призван в РККА, Член ВКП(б) с февраля 1943 года, с января 1943 по июнь 1944 — командир батареи 1097-го армейского пушечного артиллерийского полка на Ленинградском фронте. Участвовал в прорыве блокады Ленинграда, был ранен, в 1945 году — в составе 10-го артиллерийского Силезскогокорпуса прорыва РГК с которым дошёл до Берлина окончив войну в звании гвардии капитана.
Награждён медалью «За оборону Ленинграда» (1943), двумя орденами Красной Звезды (1944, 1945), медалью «За победу над Германией» (1945).
После войны начал работать ассистентом оператора Центральной студии документальных фильмов, с 1947 года — оператор этой студии, работал до 1974 года.
Участвовал в съёмках документальных фильмов, в частности, фильма «Первый рейс к звёздам» (1961), много работал в области кинопериодики, например, съёмках киножурнала «Новости дня», принимал участие в съемках съездов КПСС (с XIX по XXIII, которые снимал в качестве главного оператора).
В 1973 году присвоено звание «Заслуженный деятель искусств РСФСР».
Был членом Союза кинематографистов СССР.
Умер в 1974 году в Москве.